# Championnats du monde de la FIBT 2015
Navigation
Édition précédente Édition suivante
Les Championnats du monde de la FIBT 2015 se déroulent du 26 février 2015 au 8 mars 2015 à Winterberg (Allemagne) sous l'égide de la Fédération internationale de bobsleigh et de tobogganing (FIBT). Il y a six titres à attribuer au total : trois en bobsleigh (bob à deux masculin, bob à quatre masculin et bob à deux féminin), deux en skeleton (individuel masculin et individuel féminin) et enfin un en équipe mixte (bobsleigh + skeleton). Il s'agit d'une compétition annuelle (hors année olympique).

## Calendrier des épreuves
| ent. | Entraînement | c | Course |

| Événements    | Événements     | Calendrier (février-mars) | Calendrier (février-mars) | Calendrier (février-mars) | Calendrier (février-mars) | Calendrier (février-mars) | Calendrier (février-mars) | Calendrier (février-mars) | Calendrier (février-mars) | Calendrier (février-mars) | Calendrier (février-mars) | Calendrier (février-mars) | Calendrier (février-mars) |
| Événements    | Événements     | 26                        | 27                        | 28                        | 1er                       | 2                         | 3                         | 4                         | 5                         | 6                         | 7                         | 8                         |                           |
| ------------- | -------------- | ------------------------- | ------------------------- | ------------------------- | ------------------------- | ------------------------- | ------------------------- | ------------------------- | ------------------------- | ------------------------- | ------------------------- | ------------------------- | ------------------------- |
| Bobsleigh     | Bob à 4        |                           |                           |                           |                           |                           |                           |                           |                           |                           | c                         | c                         |                           |
| Bobsleigh     | Bob à 2 Hommes |                           | c                         |                           | c                         |                           |                           |                           |                           |                           |                           |                           |                           |
| Bobsleigh     | Bob à 2 Femmes | c                         |                           | c                         |                           |                           |                           |                           |                           |                           |                           |                           |                           |
| Skeleton      | Hommes         |                           |                           |                           |                           |                           |                           |                           | c                         | c                         |                           |                           |                           |
| Skeleton      | Femmes         |                           |                           |                           |                           |                           |                           |                           |                           | c                         | c                         |                           |                           |
| Épreuve mixte | Épreuve mixte  |                           |                           |                           | c                         |                           |                           |                           |                           |                           |                           |                           |                           |

## Podiums
| Épreuves              | Or                                                                  | Argent                                                                               | Bronze                                                                    |
| --------------------- | ------------------------------------------------------------------- | ------------------------------------------------------------------------------------ | ------------------------------------------------------------------------- |
| Bob à deux masculin   | Allemagne Francesco Friedrich Thorsten Margis                       | Allemagne Johannes Lochner Joshua Bluhm Lettonie Oskars Melbardis Daumants Dreiskens | —                                                                         |
| Bob à quatre masculin | Allemagne Maximilian Arndt Alexander Rödiger Kevin Korona Ben Heber | Allemagne Nico Walther Andreas Bredau Marko Huebenbecker Christian Poser             | Lettonie Oskars Melbardis Daumants Dreiskens Arvis Vilkaste Janis Strenga |
| Bob à deux féminin    | États-Unis Elana Meyers Cherrelle Garrett                           | Allemagne Anja Schneiderheinze Annika Drazek                                         | Allemagne Cathleen Martini Stephanie Schneider                            |

| Épreuves | Or             | Argent              | Bronze           |
| -------- | -------------- | ------------------- | ---------------- |
| Hommes   | Martins Dukurs | Alexander Tretiakov | Tomass Dukurs    |
| Femmes   | Lizzy Yarnold  | Jacqueline Lölling  | Elisabeth Vathje |

| Épreuves     | Or | Argent | Bronze |
| ------------ | --- | --- | --- |
| Équipe mixte | Allemagne Axel Jungk Cathleen Martini Lisette Thoene Tina Hermann Francesco Friedrich Martin Grothkopp | Allemagne Christopher Grotheer Anja Schneiderheinze Franziska Bertels Anja Huber Johannes Lochner Gregor Bermbach | Russie Alexander Tretiakov Aleksandra Rodionova Nadezhda Paleeva Maria Orlova Alexander Kasjanov Ilvir Huzin |

## Tableau des médailles
| Rang | Nation      | Or | Argent | Bronze | Total |
| ---- | ----------- | -- | ------ | ------ | ----- |
| 1    | Allemagne   | 3  | 5      | 1      | 9     |
| 2    | Lettonie    | 1  | 1      | 2      | 4     |
| 3    | Royaume-Uni | 1  | 0      | 0      | 1     |
| 3    | États-Unis  | 1  | 0      | 0      | 1     |
| 5    | Russie      | 0  | 1      | 1      | 2     |
| 6    | Canada      | 0  | 0      | 1      | 1     |